# Kunibertsturm
Der  Kunibertsturm, auch Riehlerturm genannt, war ursprünglich der mittelalterliche Wehrturm einer Torburganlage am nördlichen Ende der Kölner Stadtmauer.

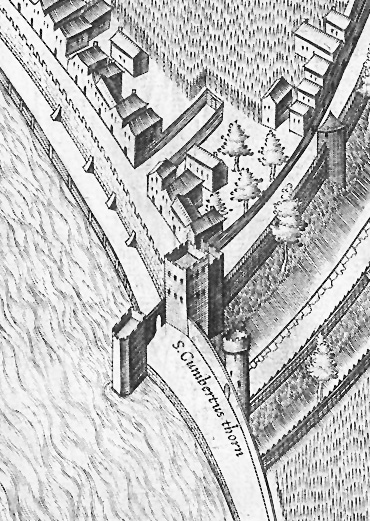
Kunibertsturm, Stromkopf (Ark) und „runder Turm“ auf der Kölner Stadtansicht von 1570 des Kartografen Arnold Mercator

## Geschichte

### Anfang als Torburg

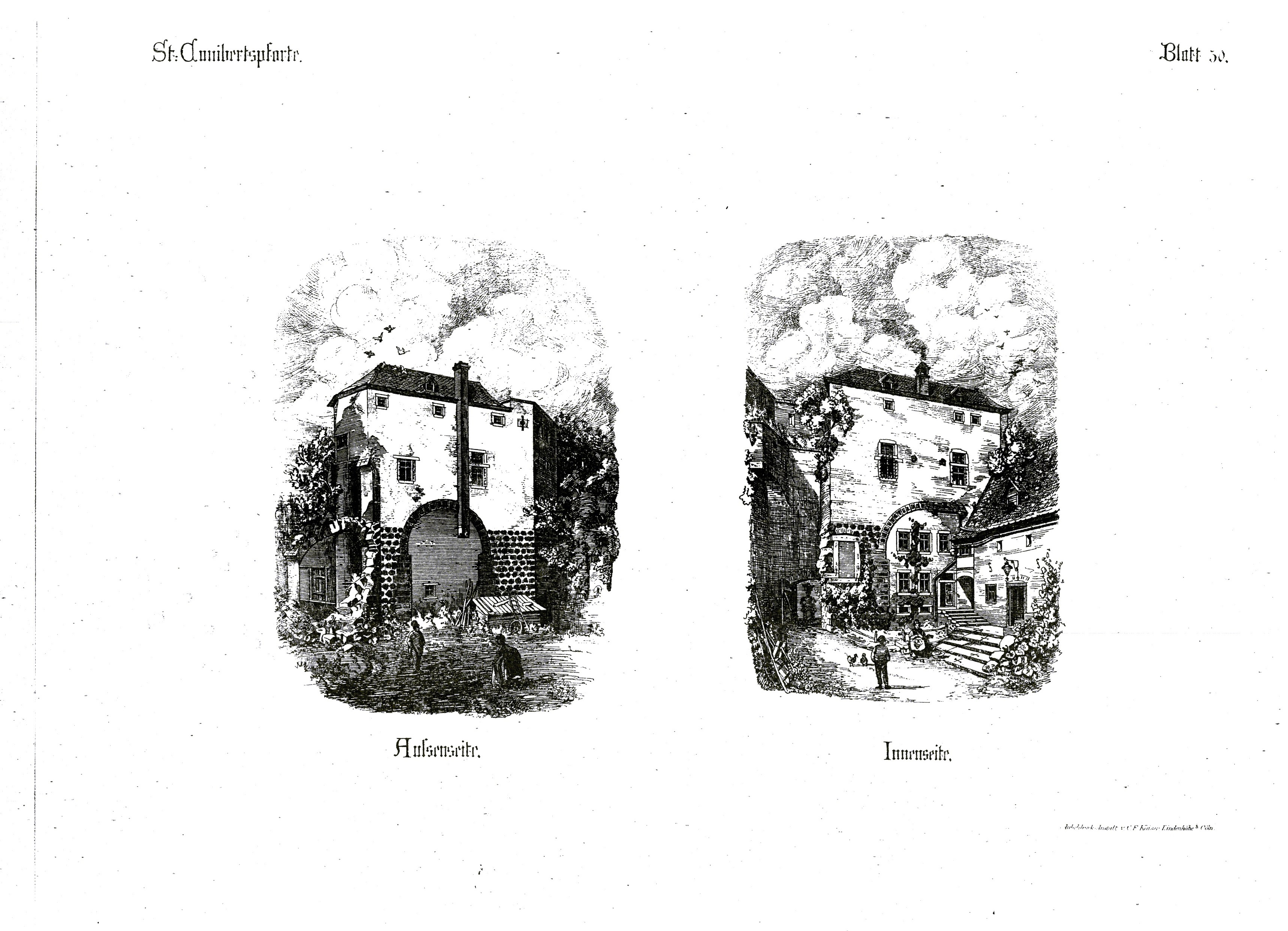
Kunibertsturm (aus: C. F. Kaiser, Cölner Thorburgen und Befestigungen: 1180–1882, 1884, Blatt 50)

Der Turm war Teil einer von der Stadt errichteten Torburg, die um 1233 „domus cum orto et ar. in parochia s. Kuniberti prope turrim versus novum turrim“ und als „nova turris“ 1244 in den Quellen bezeugt wurde. Er erfuhr nach der Einnahme der Stadt durch Erzbischof Engelbert im Jahr 1261 einen umfangreichen Ausbau. Speziell auf die Verbesserung der beiden Torburganlagen am Rheinufer legte Engelbert besonderen Wert, so wurde auch die „Kunibertsburg zu Riehle“ zu einer Zwingburg ausgebaut. In den Ausbau der beiden Uferbefestigungen, die aus dem gleichen Material wie alle Feldtore geschaffen waren, investierte der Erzbischof 6000 Mark. Beide Befestigungen wurden bei den Aufständen der Bürgerschaft im Jahr 1262 erstürmt und „gebrochen“, wobei lediglich die Turmbauten erhalten blieben.

### Turmbau und Befestigung
Ebenso wie der am südlichen Ende der Ringmauer erhaltene Bayenturm blieb auch der nördliche Kunibertsturm nach 1262 Torso der einstigen Torburg. Durch den Vergleich mit den übrigen Bauten der Stadtmauer und ihren in der etwa gleichen Zeit verwendeten Materialien, sowie die Beschreibungen der Restanlage, die bis zur Stadterweiterung durch den Stadtbaumeister Josef Stübben bestand, sind einige Details aufzuführen.
Als Baumaterial aller Befestigungsanlagen verwandte man fast ausschließlich Säulenbasalt mit Tuffsteinzwickeln, lediglich das Hahnentor weist geringe Anteile von Abbruchmaterial der römischen Mauer auf. Alle Torburgen der letzten Stadterweiterung waren in der Regel mehrstöckig erbaut worden, ihre gewölbten Tordurchfahrten entstanden unter Verwendung Niedermendiger Basaltwerksteine oder von Trachytquadern. Vor dem Jahr 1370 erfolgte der Bau der Ark, ein mit dem Turm verbundener Wehrgang, der auf Pfeilern über den Leinpfad in den Strom ragte und zu einem Wachthaus führte. Danach wurde der Ausbau eines Vorwerks am Turm vorgenommen.

### Nutzung zur Turmhaft

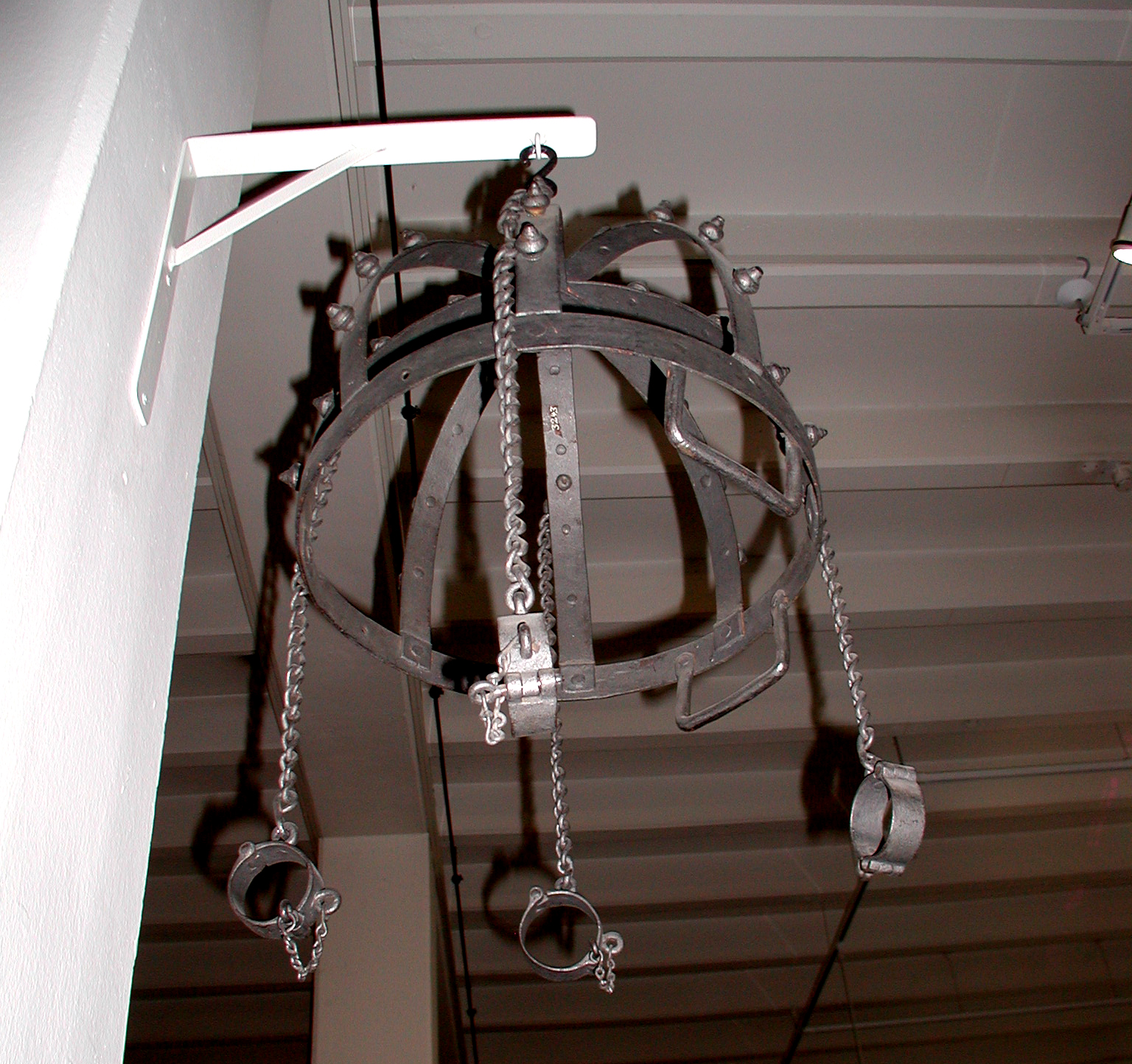
Mittelalterliche Spottkrone für 2 Personen (Zeughaus)

Von gewölbten Gefängnisräumen, in denen auch die Durchführung peinlicher Verhöre im Marterstuhl durchgeführt wurden, berichtete eine Visitation im Jahr 1592.
Die Turmhaft war nur eine der möglichen obrigkeitlichen Maßnahmen im Rahmen ihrer Untersuchungen und Sanktionen. Eine Quelle des beginnenden 18. Jahrhunderts, das Visitationis Prothocollum der Thürmen und gefengnißen vom Mai 1709 führte auch den Kunibertsturm an, der mit drei gewölbten Gefängnisräumen ausgestattet war.

### Vorwerk und Nebenbauten

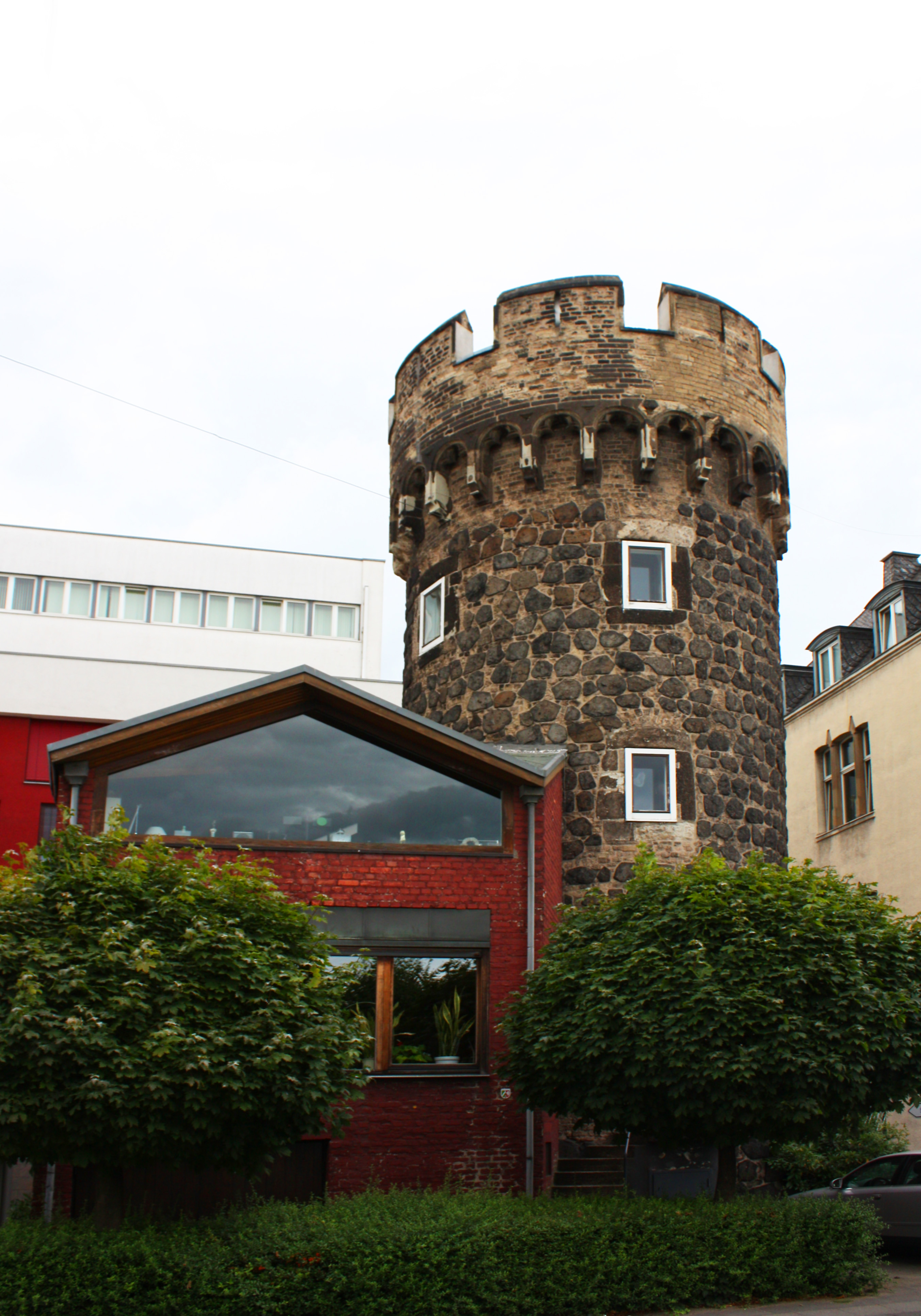
Heutiger Weckschnapp, ehemals ,„nuwer ronder Torn“

Die Kunibertstorburg hatte zwei Vorwerke. Das erste schloss sich rechtwinklig der Nordseite des Turms an und hatte eine Bogenöffnung in der Mauer, die für den Verkehr des Leinpfades und den Zugang zu der in den Rhein ragenden Ark, einem massiven rechteckigen Wachturm, gebrochen worden war. Die Ark entstand gleichzeitig mit der Ark des südlichen Bayenturms um das Jahr 1371. Sie fiel wie diese zum großen Teil dem Eisgang des Winters 1784 zum Opfer, Reste sollen noch bis in die Franzosenzeit erhalten gewesen sein. Das andere Vorwerk verband sich mit dem Hauptbau durch eine zinnenbesetzte Mauer, die zu einem kleinen runden Warttürmchen führte.
Dieser noch heute bestehende, Weckschnapp genannte kleine Turm, der seit dem Jahr 1446 als „nuwer ronder Torn“ erwähnt wurde, war zugleich mit dem Vorwerk erbaut worden. Das Türmchen mit einem äußeren Durchmesser von 6 Metern und einer Höhe von rund 17,30 Metern war zur Zeit der Beschreibung (1930) in seiner Anlage vollständig erhalten. Sein Mauerwerk bestand – wie die übrigen städtischen Mühlentürme (Gereonsmühle etc.) – vom Ende des 14. Jahrhunderts aus regelmäßig wechselnden Schichten von Säulenbasalt und Tuffstein. Sein Untergeschoss mit einem Kuppelgewölbe war ehemals nur von oben durch eine Einstiegluke zugänglich. Der Turmbau hatte drei Obergeschosse, die jeweils mit rundbogigen Nischen versehen waren, in denen sich die Schießscharten befanden. Von den Obergeschossen hatte das erste ein flaches Ziegelgewölbe und den Zugang zum äußeren Wehrgang, das nächste hatte eine Balkenlage als Decke und das letzte schloss mit einem Kuppelgewölbe ab. Die Plattform des Bauwerks trug wie heute einen Zinnenkranz, der leicht auskragend wie beim Bayenturm über einem umlaufenden Bogenfries mit Kleeblattbogenfüllungen auf Konsolen ruhte.
Das kleine Bauwerk entging dem Schicksal der übrigen Kunibertstorburg und wurde nicht niedergelegt. Der Turm wurde im Jahr 1891 von der Stadt erworben und nach Stübbens Entwurf unter der Leitung „Sesterhenns“ 1898 mit einem Kostenaufwand von 15.000 Mark instand gesetzt.